# 岡林洋一
岡林 洋一（おかばやし よういち、出生名「岡林 フェリッペ 洋一」。1968年4月11日 - ）は、パラグアイ・アルトパラナ県イグアス市出身の元プロ野球選手（投手）。右投左打。現在は東京ヤクルトスワローズのスカウトを務める。

## 来歴

### プロ入り前
パラグアイの日系人移住地であるイグアス居住区で生まれ育つ。中学3年（14歳）時に両親の出身地である高知県香美郡へ移り住んだ。
高知商業高等学校では、2年時の1985年にエース中山裕章の控え投手として第67回全国高等学校野球選手権大会に出場。3年時の1986年にもエース兼主将として第68回全国選手権に出場し、ベスト8。近藤真一擁する享栄と対戦して勝利している。
1987年4月に専修大学に入学。3年時の1989年東都大学野球春季リーグ戦で6勝1敗を挙げ、史上最多となる31回目の優勝にエースとして貢献し、最高殊勲選手、最優秀投手、ベストナインに選ばれた。リーグ通算62試合に登板し、28勝18敗、防御率1.85、248奪三振。チームメイトに杉山賢人、武藤潤一郎、町田公二郎がいた。
1990年のドラフト会議においてヤクルトスワローズから1位指名を受け、入団。

### ヤクルト時代
1991年シーズンのオープン戦でルーキー大賞を受賞。シーズンでも抑え投手として活躍し、12勝6敗12セーブを挙げる。
1992年シーズンは、開幕から先発として活躍。9月からは抑えに回り、9月11日の対阪神タイガース戦では、7回から登板し、途中40分近い中断もありながら15回まで9イニングを“完封”した（当時は延長15回制で、引き分けの場合は後日再試合、というルール）。さらに、9月29日の広島戦では9回二死同点に追いつかれそこから延長14回途中（前田智徳に本塁打を打たれサヨナラ負け）まで投げ切った（9月から抑えでの成績は10試合2勝3敗防御率2.03を記録、完了10回ながらセーブは1つも記録できず投球回は26回2/3だった）。10月6日に首位阪神との直接対決で8月30日以来約1か月ぶりの先発登板、広沢克己の本塁打による1点を守り抜いて仲田幸司に投げ勝つなど、14年ぶりのリーグ制覇に貢献。西武ライオンズとの1992年の日本シリーズでは、第1・4・7戦に先発登板し、いずれも完投し、敢闘選手賞受賞。延長戦が2試合あったため、30イニング、430球を投げ抜いた。日本シリーズで3完投以上を記録したのは、1964年のジョー・スタンカ以来28年ぶり4人目、投球回数30回は1959年の杉浦忠以来33年ぶりであった。シリーズ3試合を通して防御率1.50、1勝2敗の成績を残した。
1993年シーズンも開幕から先発として登板するも、6月10日の対巨人10回戦で完封勝利の5勝目（4敗）を挙げたのを最後に次第に負けが先行した。7月から約2か月故障離脱。チームはリーグ優勝、日本シリーズも制したが登板がなかった。
1994年シーズンは初先発が4月30日の対横浜戦と出遅れたものの、規定投球回数に達し、チーム最多の11勝を挙げた。
1995年シーズンには自身初の開幕投手を務めたが、8月に右肩と右膝を痛め、戦線離脱。オリックス・ブルーウェーブとの日本シリーズも登板がなく、同年のシーズンオフの11月に故障箇所を手術。
1996年シーズンはプロ入り初の一軍登板なしに終わった。
1997年シーズンは一軍開幕ローテーションに入り、4月9日のシーズン初登板で2年ぶりの勝利を挙げる。しかしシーズン通して勝ち星はこの1勝にとどまり、チームはリーグ優勝・西武との日本シリーズでもチームが日本一を果たしたがこのシリーズでも登板はなかった。
1998年シーズンは一軍登板なし。
1999年シーズンの9月5日、中継ぎで879日ぶりの白星を挙げる。
2000年シーズンは6試合の登板にとどまり、同年のシーズン限りで現役を引退。

### 引退後
2001年シーズンには、ヤクルトの二軍投手コーチに就任。
2005年シーズンからはスカウトへ転身。中四国地区を担当。
2012年の復刻ユニフォーム企画「GREAT CENTRAL」〜レジェンドユニフォームシリーズ2012〜に伴う試合前イベント『いま甦る! リーグ史を彩った、あの名勝負』に出場（9月2日、神宮）、久々にユニフォーム姿をファンの前に披露した。当該イベントでは、中日OBの宇野勝と対戦し、安打を喫している。
2017年には『世界!ニッポン行きたい人応援団』の企画で35年ぶりに生まれ故郷・イグアスに帰り、当時の友人らと再会をした。
2021年には前年（2020年）に亡くなった野村克也元監督をしのぶ会にも出席した。現在は球団編成グループ課長・プロスカウト担当を務める。

## プレースタイル・人物
持ち球はストレート、フォーク、スライダー、カーブ。長身を活かした、ワインドアップで右足のかかとを浮かすダイナミックな投球フォームが特徴だった。
パラグアイ生まれであり、スペイン語が堪能。キャッチャーミットが青色でなければ投げられないほどの青色好き。

## 詳細情報

### 年度別投手成績
| 年 度     | 球 団     | 登 板 | 先 発 | 完 投 | 完 封 | 無 四 球 | 勝 利 | 敗 戦 | セ 丨 ブ | ホ 丨 ル ド | 勝 率 | 打 者 | 投 球 回 | 被 安 打 | 被 本 塁 打 | 与 四 球 | 敬 遠 | 与 死 球 | 奪 三 振 | 暴 投 | ボ 丨 ク | 失 点 | 自 責 点 | 防 御 率 | W H I P |
| --------- | --------- | ----- | ----- | ----- | ----- | -------- | ----- | ----- | -------- | ----------- | ----- | ----- | -------- | -------- | ----------- | -------- | ----- | -------- | -------- | ----- | -------- | ----- | -------- | -------- | ------- |
| 1991      | ヤクルト  | 45    | 3     | 1     | 0     | 0        | 12    | 6     | 12       | --          | .667  | 449   | 106.2    | 110      | 8           | 19       | 6     | 6        | 93       | 2     | 0        | 50    | 47       | 3.97     | 1.21    |
| 1992      | ヤクルト  | 34    | 23    | 12    | 3     | 4        | 15    | 10    | 0        | --          | .600  | 811   | 197.0    | 190      | 20          | 41       | 7     | 4        | 131      | 4     | 0        | 70    | 65       | 2.97     | 1.17    |
| 1993      | ヤクルト  | 17    | 17    | 5     | 2     | 1        | 5     | 8     | 0        | --          | .385  | 486   | 115.2    | 120      | 13          | 28       | 3     | 2        | 62       | 1     | 0        | 52    | 47       | 3.66     | 1.28    |
| 1994      | ヤクルト  | 22    | 22    | 10    | 2     | 3        | 11    | 5     | 0        | --          | .688  | 688   | 171.2    | 161      | 13          | 31       | 3     | 3        | 95       | 0     | 0        | 60    | 57       | 2.99     | 1.12    |
| 1995      | ヤクルト  | 20    | 16    | 3     | 1     | 1        | 7     | 7     | 0        | --          | .500  | 441   | 107.0    | 116      | 12          | 20       | 0     | 1        | 54       | 1     | 0        | 48    | 45       | 3.79     | 1.27    |
| 1997      | ヤクルト  | 12    | 4     | 0     | 0     | 0        | 1     | 1     | 0        | --          | .500  | 143   | 31.1     | 41       | 6           | 6        | 2     | 2        | 14       | 0     | 1        | 19    | 17       | 4.88     | 1.50    |
| 1999      | ヤクルト  | 19    | 0     | 0     | 0     | 0        | 1     | 2     | 0        | --          | .333  | 139   | 29.1     | 34       | 2           | 19       | 0     | 1        | 20       | 2     | 0        | 17    | 17       | 5.22     | 1.81    |
| 2000      | ヤクルト  | 6     | 1     | 0     | 0     | 0        | 1     | 0     | 0        | --          | 1.000 | 33    | 7.1      | 9        | 0           | 2        | 1     | 0        | 3        | 1     | 0        | 4     | 4        | 4.91     | 1.50    |
| 通算：8年 | 通算：8年 | 175   | 86    | 31    | 8     | 9        | 53    | 39    | 12       | --          | .576  | 3190  | 766.0    | 781      | 74          | 166      | 22    | 19       | 472      | 11    | 1        | 320   | 299      | 3.51     | 1.24    |

- 各年度の太字はリーグ最高

### 表彰
- 最優秀バッテリー賞：1回（1992年 捕手：古田敦也）
- 優秀JCB・MEP賞：1回（1994年）
- 日本シリーズ敢闘賞：1回（1992年）

### 記録
- 初登板：1991年4月10日、対横浜大洋ホエールズ2回戦（明治神宮野球場）、8回表に3番手として救援登板、1回無失点
- 初奪三振：1991年4月16日、対中日ドラゴンズ1回戦（明治神宮野球場）、7回表に川又米利から
- 初勝利：1991年5月3日、対中日ドラゴンズ6回戦（ナゴヤ球場）、8回裏に2番手として救援登板・完了、2回無失点
- 初セーブ：1991年5月7日、対阪神タイガース3回戦（明治神宮野球場）、9回表に2番手として救援登板・完了、1回無失点
- 初先発：1991年9月28日、対広島東洋カープ21回戦（明治神宮野球場）、7回5失点で敗戦投手
- 初先発勝利・初完投勝利：1991年10月7日、対広島東洋カープ26回戦（広島市民球場）、9回2失点
- 初完封：1992年5月13日、対読売ジャイアンツ7回戦（平和台球場）
- オールスターゲーム出場：3回（1992年 - 1994年）

### 背番号
- 15（1991年 - 2000年）
- 79（2001年 - 2004年）